# Deserto del Tatacoa

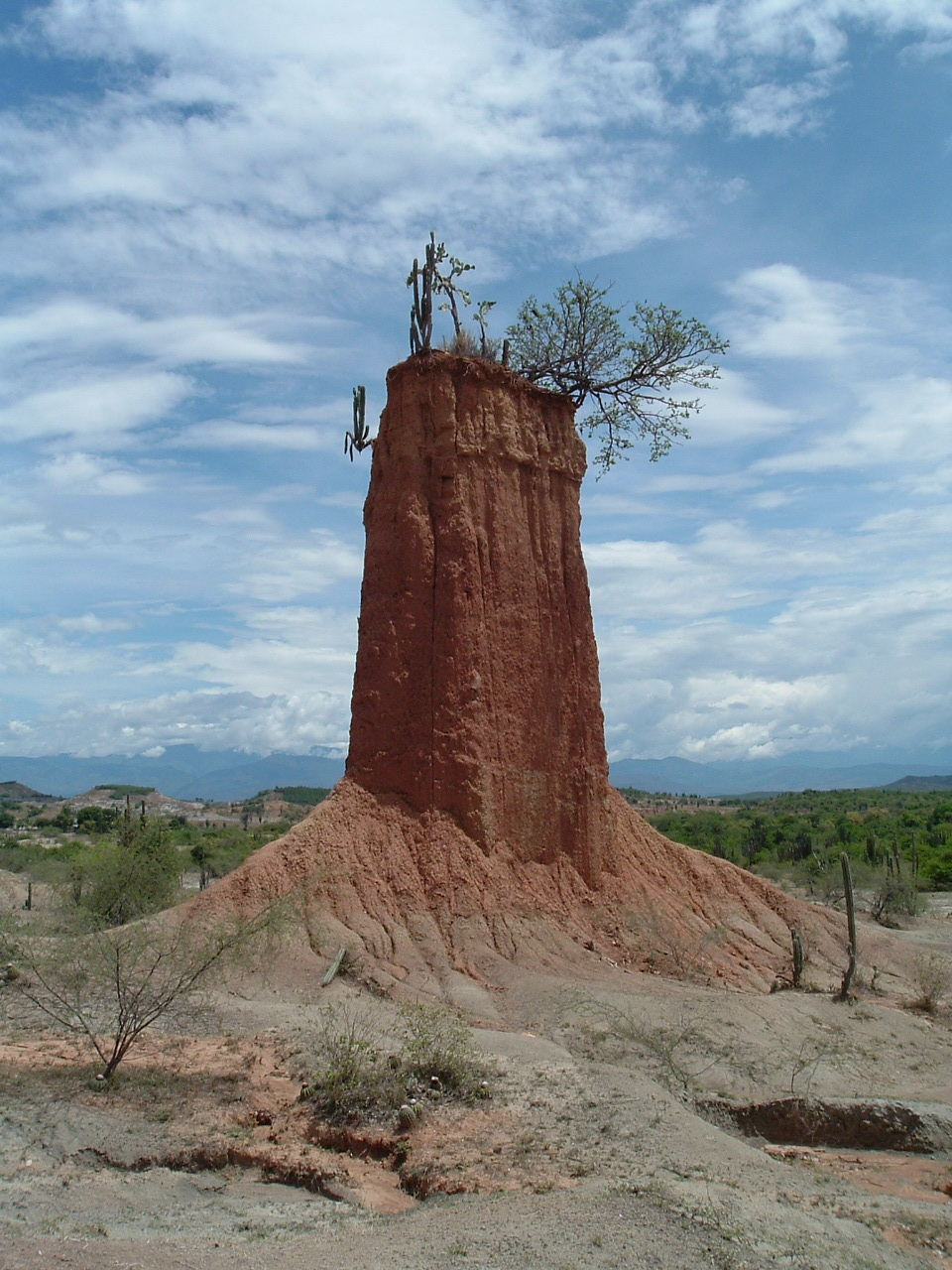
Il deserto del Tatacoa

Il deserto del Tatacoa (in spagnolo desierto de la Tatacoa, dove "Tatacoa" tra gli indigeni della zona sta ad indicare i serpenti a sonagli presenti nella zona) è collocato nel
dipartimento colombiano di Huila, circa 38 km dalla città di Neiva. Il Tatacoa copre una superficie di 300 km², circa la maggior parte della municipalità di Villavieja. Il deserto è più che altro "foresta tropicale arida", che si trova in mezzo alle Ande colombiane; infatti trovandosi in un'area a clima tropicale, ma circondato dalle alte montagne andine, è soggetto all'ombra pluviometrica, il che non premette di far arrivare sufficienti precipitazioni nell'area.
Il Tatacoa ospita diverse specie endemiche di ragni, serpenti, scorpioni, lucertole, aquile e altri ancora, oltre ad una vasta e ricca flora desertica adattatata alle condizioni climatiche del deserto.
La sua geografia e i diversi elementi che compongono il Tatacoa (come resti fossili dell'epoca terziaria) attira diversi turisti e astroturisti che vi soggiornano, sia per godersi il paesaggio e la tranquillità senza rumori ed inquinamento sia per dedicarsi all’astronomia date le sue condizioni atmosferiche ideali per l'astronomia, che lo rendono un osservatorio astronomico naturale.

## Galleria d'immagini

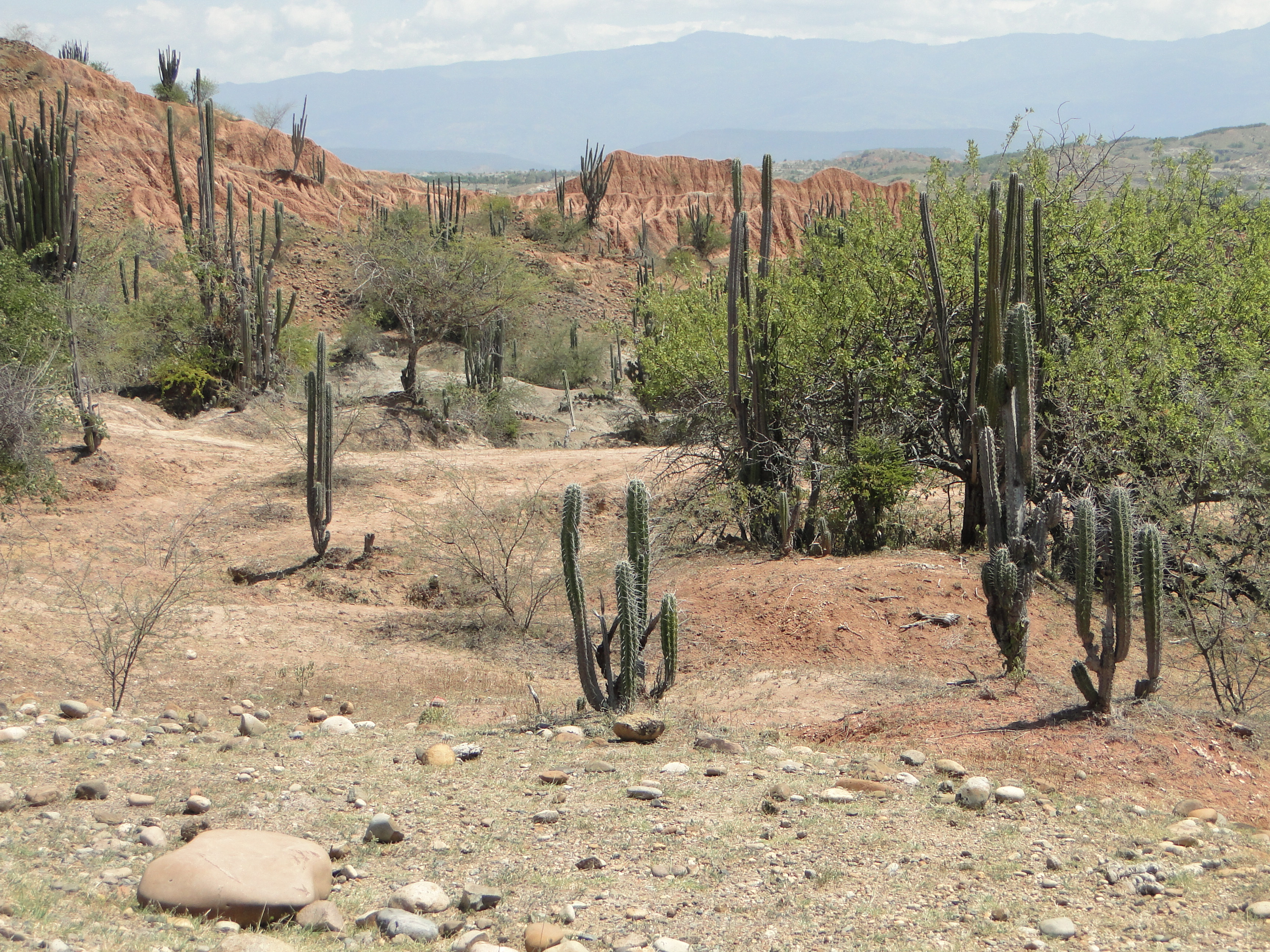
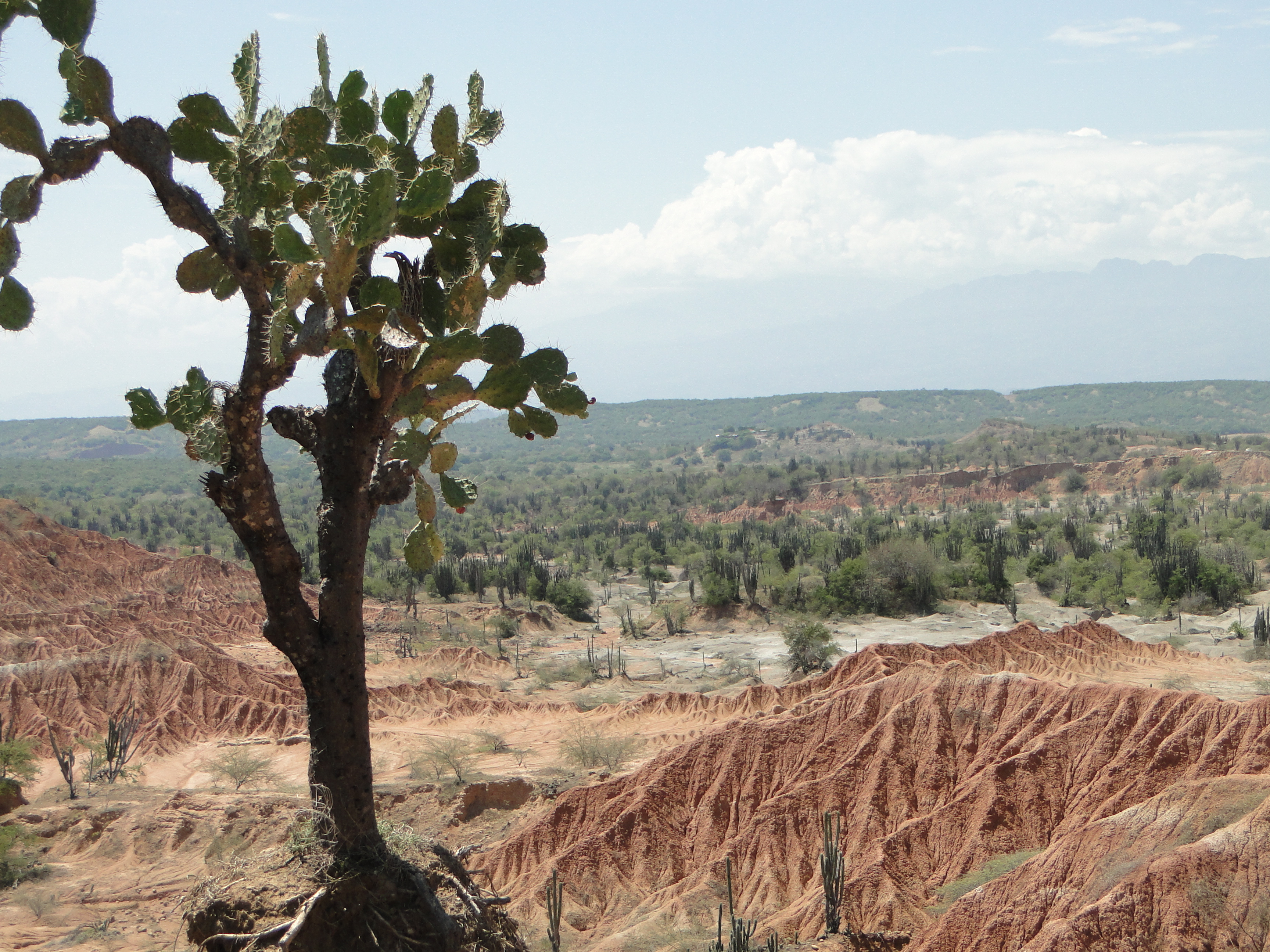
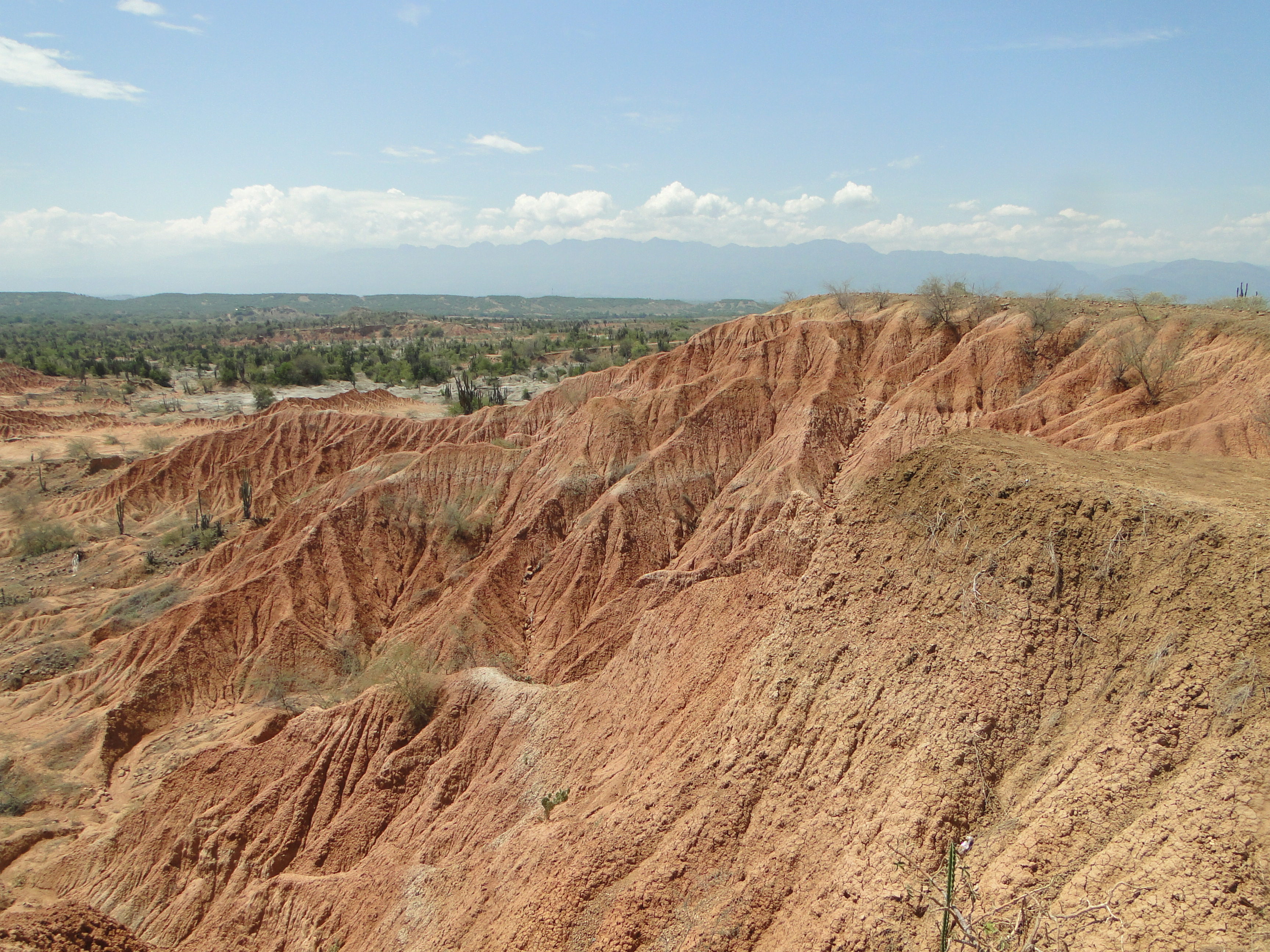
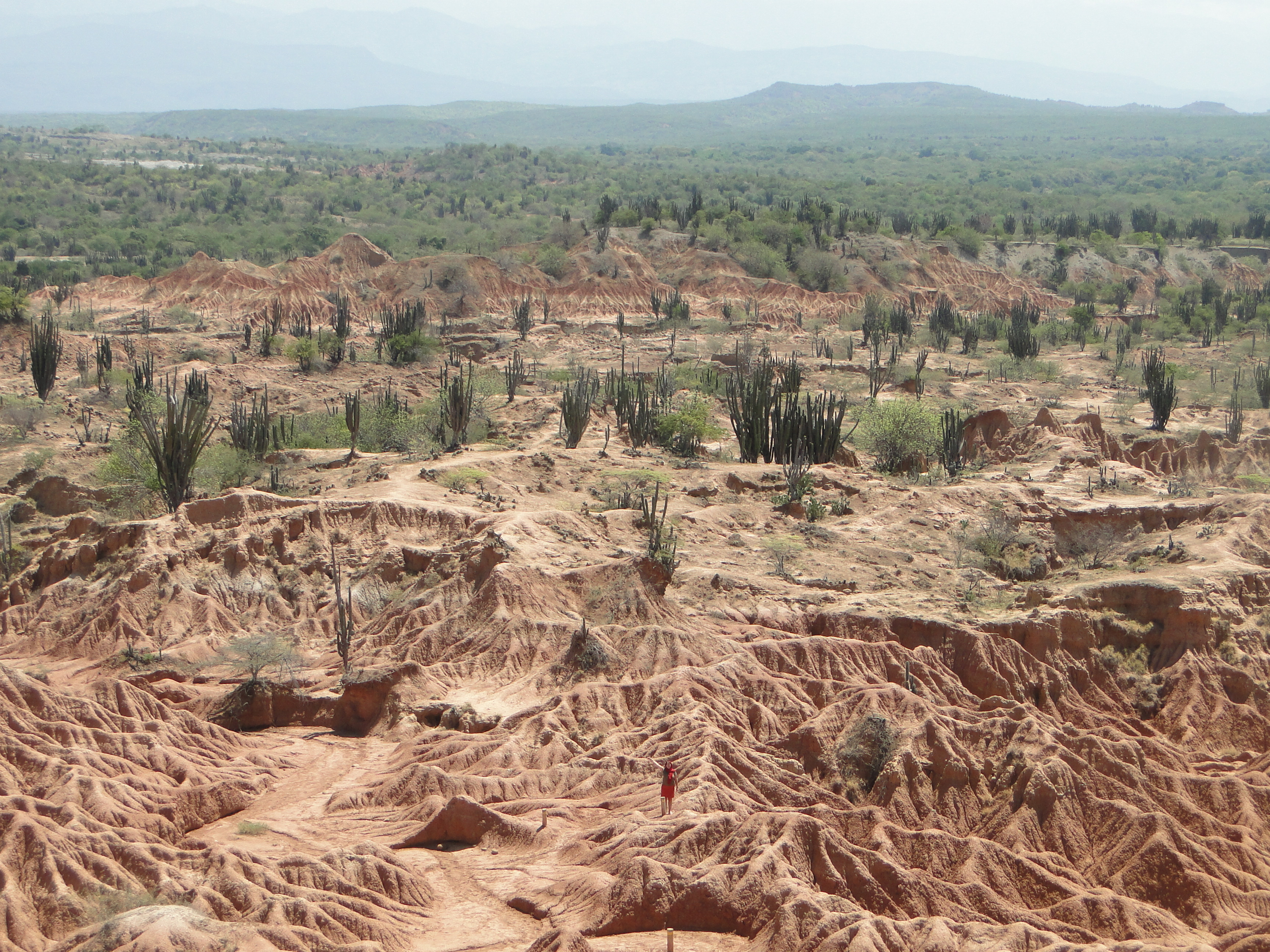
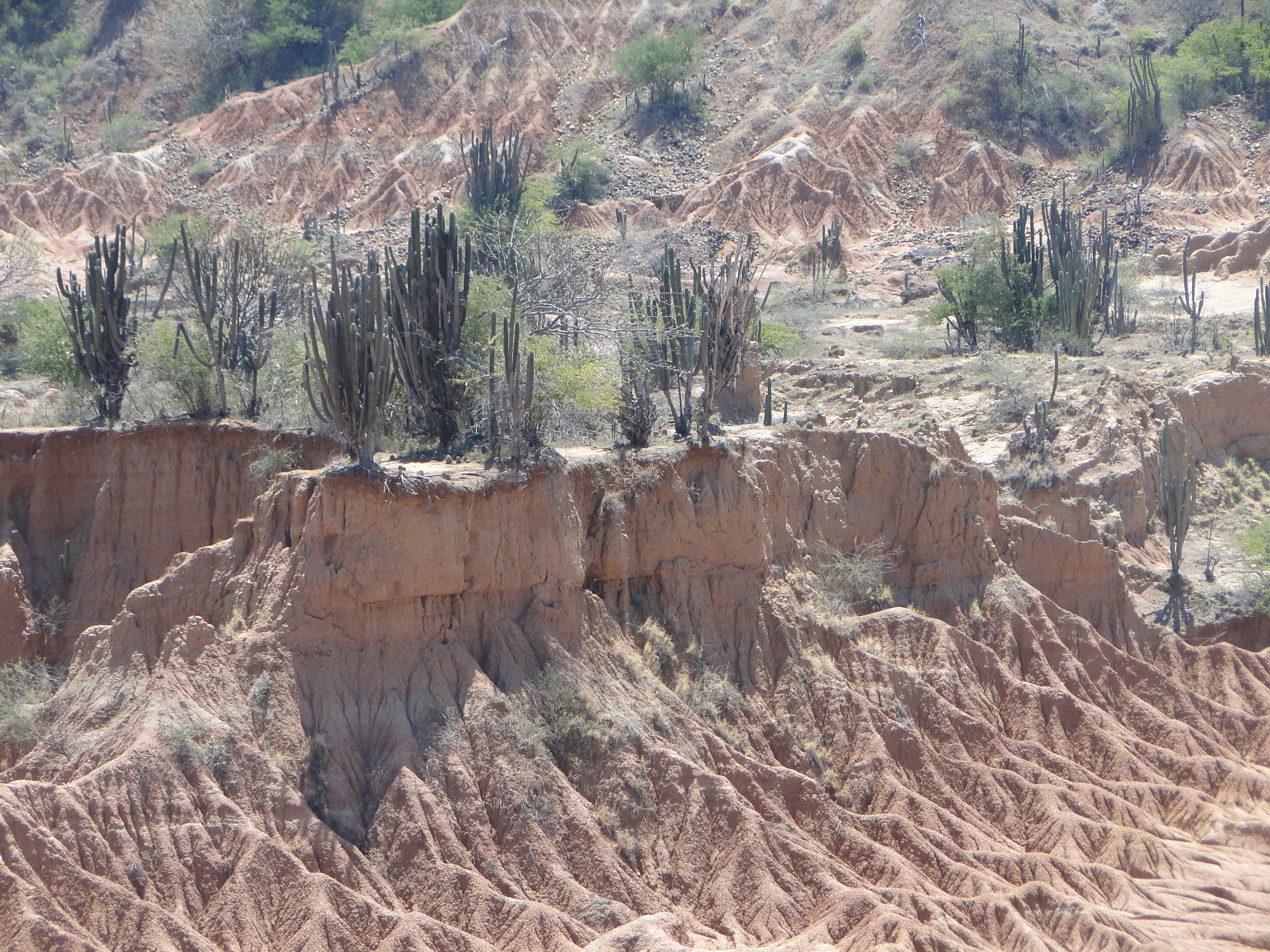
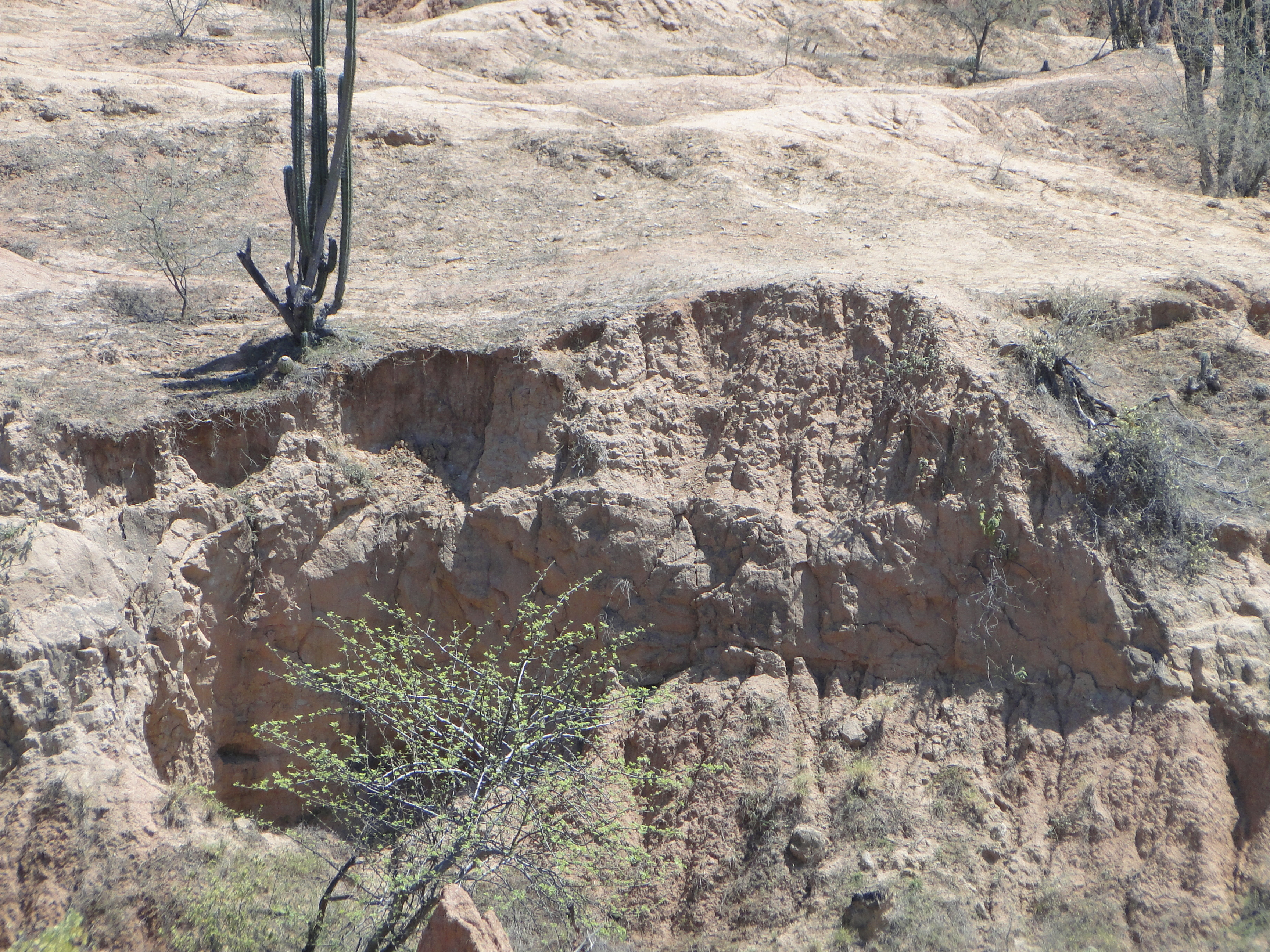
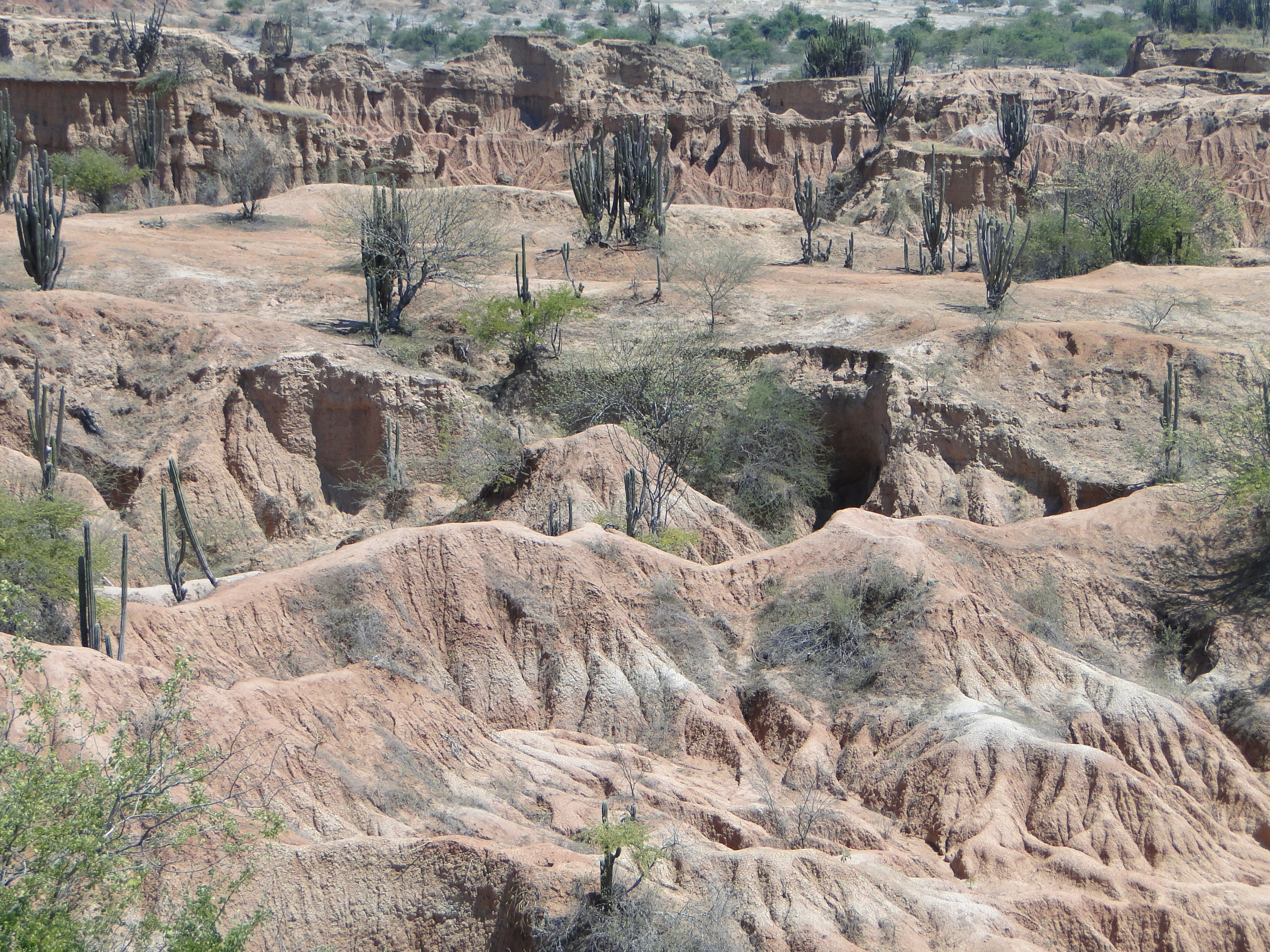
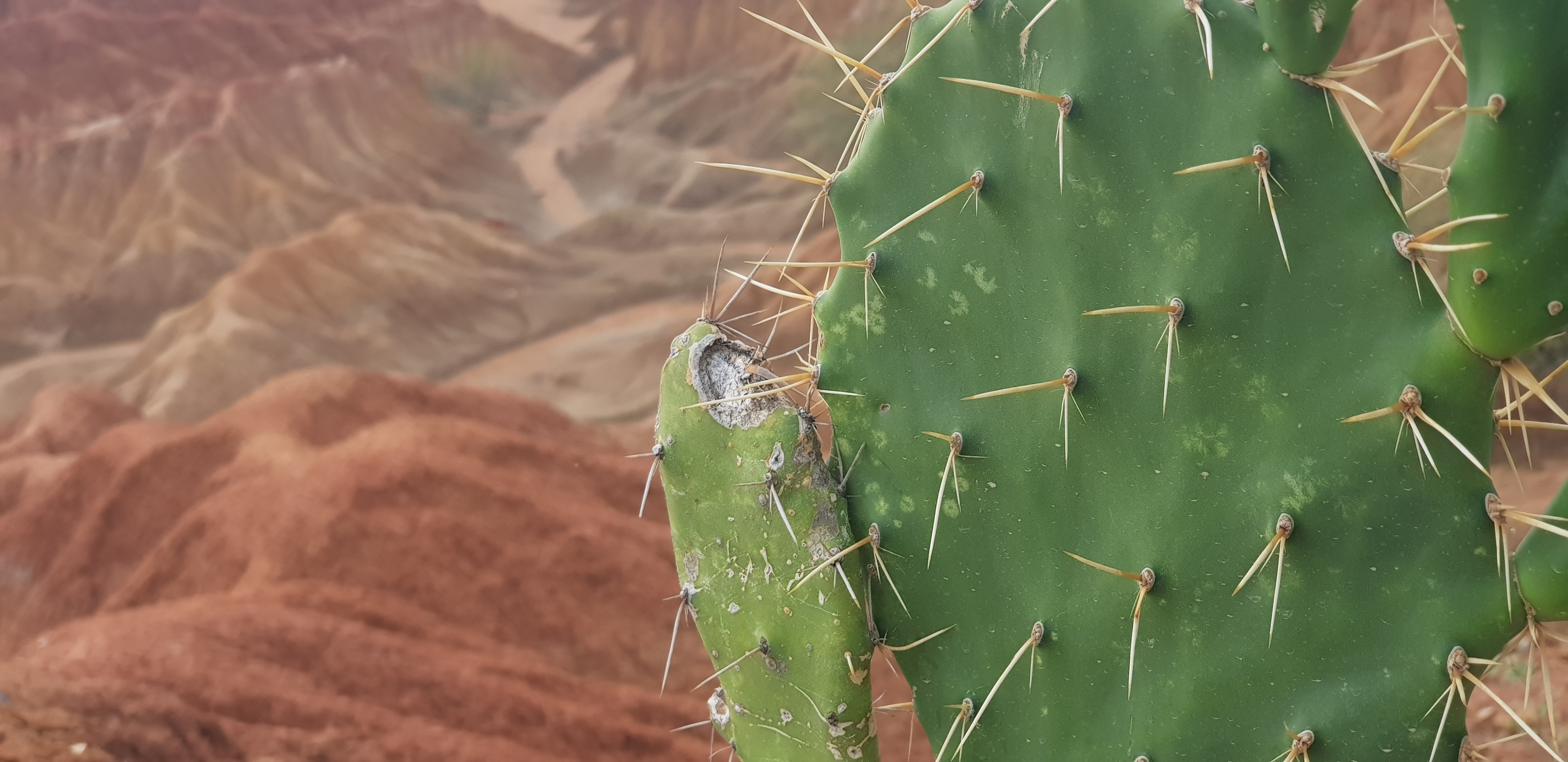
Vista del Deserto Rosso del Tatacoa